# Горня Врієска
45°37′ пн. ш. 17°17′ сх. д. / 45.62° пн. ш. 17.28° сх. д.
Горня Врієска (хорв. Gornja Vrijeska) — населений пункт у Хорватії, у Б'єловарсько-Білогорській жупанії у складі громади Джуловаць.

## Населення
Населення за даними перепису 2011 року становило 42 осіб.
Динаміка чисельності населення поселення: